# Торир Собака

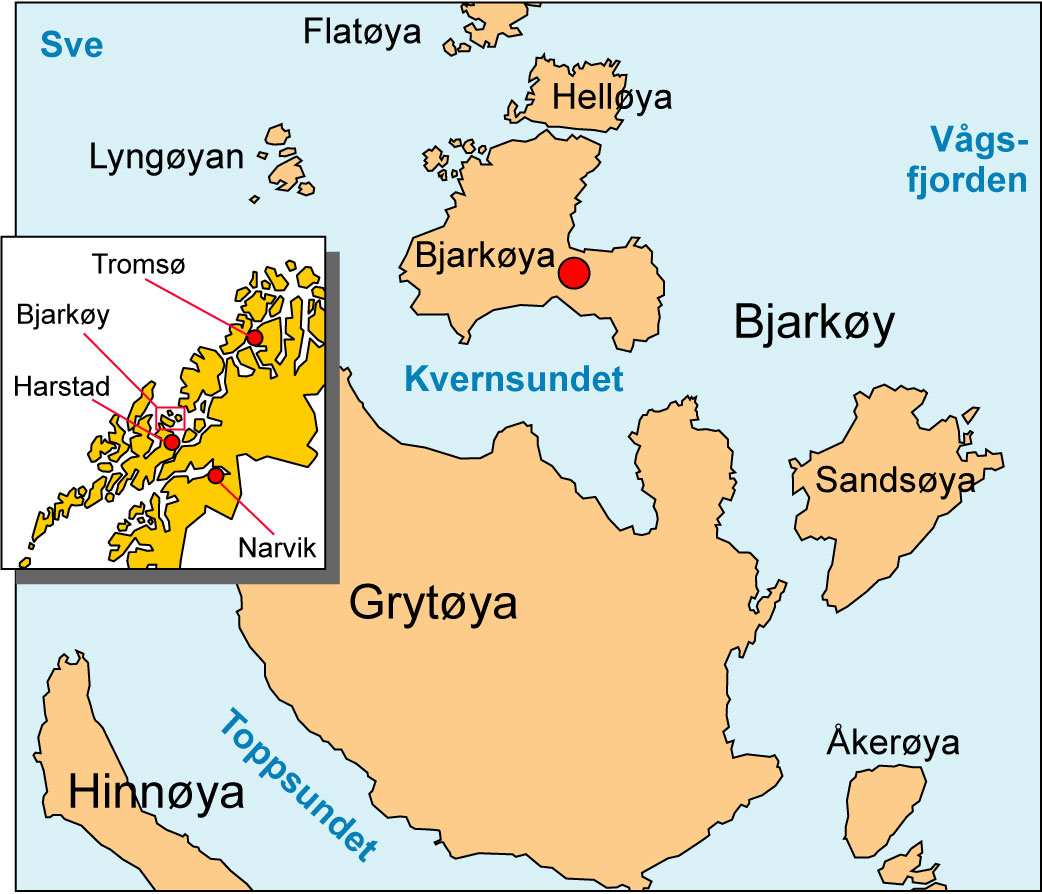
Карта острова Бьяркей с размещением фермы Торира Хунда

Торир Хунд (Торир Собака) (род. ок. 990 года, Норвегия) — лендрман, один из крупных вождей в Холугаланде. Один из лидеров крестьянской армии в битве при Стикластадире, где был разгромлен и убит король Норвегии Олав II, позднее названный Олавом Святым. Сообщалось, что Торир Хунд был среди вождей, убивших короля. Он также несколько раз служил в армии короля Дании и Англии Кнуда Великого.

## Исторический фон

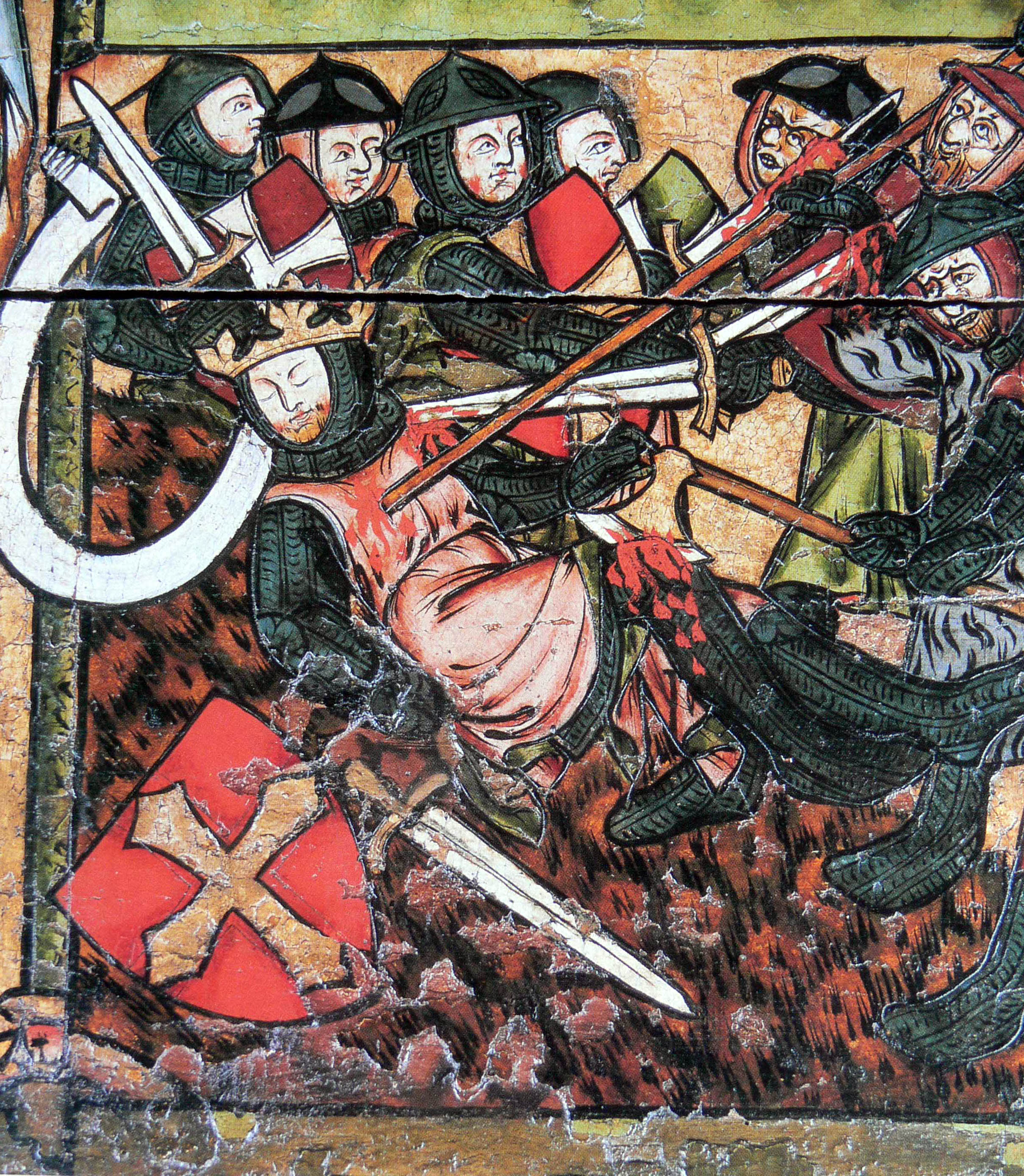
Гибель короля Норвегии Олава Святого в 1030 году в битве при Стикластадире. Роспись алтаря церкви в Трёнделаге (XIV в.)

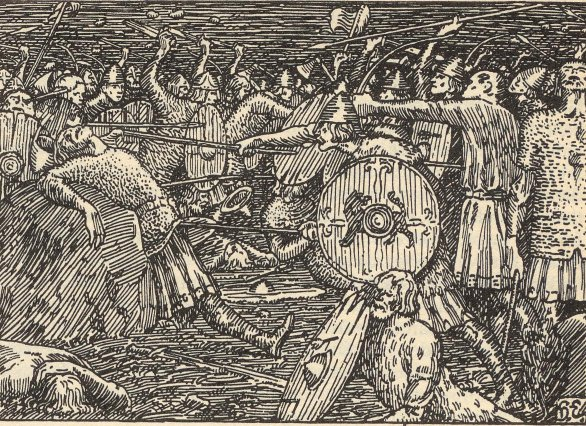
Торир Собака убивает короля Олава, художник — Хальфдан Эгедиус, 1899 год

Торир Собака родился в начале христианской эры в Норвегии. Он был язычником, одновременно очень независимым и набожным. Христианизация страны была не только вопросом веры. Христианство было также мощным политическим инструментом для подчинения старых вождей и в случае с Холугаландом для установления власти короля на севере Норвегии.
Торир был влиятельным человеком в районе Холугаланда, его домом был остров Бьяркей в Тромсе. Он принадлежал к высшему эшелону норвежских прибрежных вождей и являлся членом клана Бьяркей, одной из самых могущественных семей в Северной Норвегии в эпоху викингов. Он был опытным викингом, возглавившим несколько экспедиций в направлении России и Белого моря. Он торговал в Бьярмаланде, сегодня это район Архангельска на севере России.
Семья Торира Хунда заключила союзы с самыми могущественными вождями Норвегии. Его сестра Сигрид Торесдаттер была замужем за Ольве Гретгардссоном из Эгге. Его брат, Сигурд Торесон, также был важным вождем в Тронденесе. Он был женат на Сигрид Скьялгсдаттер, сестре могущественного аристократа Эрлинга Скьялгссона из Солы в Рогаланде. Торир Хунд был женат на женщине по имени Ранвейг, о происхождении которой мало что известно. У них был сын по имени Сигурд Торесон, который позже служил судьей во времена правления короля Норвегии Харальда Сурового.

## Карьера
Торир Собака выступал против попыток короля Олава Харальдссона объединить и христианизировать Норвегию. Он также имел личные обиды на короля, после того как один из королевских наместников провинции Холугаланд, Асмунд Гранкельссон, убил его племянника Асбьерна Сельсбане. Позже Торир отомстил за своего племянника, но был приговорен королем к уплате крупного штрафа, что ещё больше усугубило его недовольство королем. Когда Эрлинг Скьялгссон был убит в 1028 году, Торир Собака принял на себя руководство фракции противников короля Олава Харальдссона вместе с Эйнаром Тамбарскельфиром и Кальвом Арнессоном, братом Финна Арнессона. 
Весной 1026 года Торир вместе с Карли и Гуннстейном совершил плавание в Бьярмаланд, где разграбил святилище местного божества Йомали. В том же году он присоединился к войскам короля Дании и Англии Кнута Великого, когда они изгнали Олава, и был назначен представителем Кнуда в Норвегии вместе с Хареком из Тьотты.
По словам Снорри Стурлусона в «Круге Земном», когда Олав Святой вернулся в Норвегию летом 1030 года, Торир Собака был среди тех, кто объединился против него. Он и его люди возглавили линию фронта против армии короля в битве при Стикластадире. Местом сражения был Стиклестад, ферма в нижней части коммуны Вердал, в 80 километрах к северу от города Тронхейм. Согласно источникам саги, Торир был среди тех, кто нанес королю Олаву смертельную рану, вместе с Кальвом Арнессоном и Торстейном Кнарресмедом. В то время как более ранние сообщения не называют человека, который на самом деле убил короля, «Круг Земной» указывает на Торира Собаку, который использовал копье, наконечником которого был убит его племянник, чтобы вонзиться под кольчугу короля и в его живот. Торир Собака после боя уважительно отнесся к телу Олафа, убитого им: он положил тело короля на землю и накрыл его, а также решил вытереть кровь с лица, но тут, по легенде произошло чудо. Огромная рана на теле убитого зажила сама собой. Это поразило Торира, и позже он стал первым, кто признал Олава святым.
После битвы при Стикластадире карьера Торира Собаки пошла на спад. Когда сын Олава Магнус Добрый в 1035 году при поддержке некоторых бывших союзников Торира захватил власть в Норвегии, Торир стал изгоем. По словам Снорри, он уехал Святую Землю, а мог и умереть. Он так и не вернулся в Бьяркей.

## Наследие
- Памятник Тору Хунду, созданный норвежским художником Свейном Хаавардсхольмом, был установлен в 1980 году рядом с дорогой к церкви на Бьяркей. Мемориал был сделан в честь Торира Хунда, так и клана Бьяркей, который имел свое место на острове Бьяркей.
- Торир Собака — персонаж норвежского телесериала «Пришельцы из прошлого».
- Торир Собака (Туре Хунд) — один из основных героев повести Евгения Богданова «Ожерелье Иомалы».